# Anni 460
Gli anni 460 sono il decennio che comprende gli anni dal 460 al 469 inclusi.

## Eventi, invenzioni e scoperte
- 463. Basilisco, dux per la Tracia, ottiene successi militari contro i Bulgari

- 465. L'ufficiale di origine isaurica Tarasis (il futuro imperatore romano d'Oriente Zenone), membro della guardia imperiale dell'imperatore Leone I, entra in possesso di lettere scritte dal magister militum Ardaburio al sovrano sasanide Peroz I, con le quali lo invita ad invadere il territorio romano. Tarasis consegna le lettere a Leone, il quale le legge davanti al Senato e al padre di Ardaburio, Aspare, il quale di dissocia dal figlio; Ardaburio è deposto, Tarasis nominato comandante della guardia imperiale (tra la fine del 465 e l'inizio del 466). Verso la fine dell'anno, Leone I e Aspare entrano in contrasto sulla nomina del collega di Leone per il consolato dell'anno successivo. Leone si avvicina a Tarasis.

- 466. Zenone sposa la figlia dell'imperatore Leone I, Ariadne.

- 467. Campagna militare romana contro gli Unni, alla quale partecipa anche Zenone; nasce Leone II, figlio di Zenone e Ariadne

- 468. Disastrosa campagna militare romana, guidata da Basilisco contro i Vandali.

- 469. Giordane è nominato console per l'anno successivo. Il generale Anagaste, escluso dal consolato per motivi di salute, si ribella alla decisione e inizia una rivolta. Zenone, console, è nominato magister militum per Thracias e combatte in Tracia, contro gli Unni e i Goti o forse contro Anagaste, poi scampa ad un attentato per mano di guardie pagate da Ardaburio e si reca a Calcedonia e di lì, dopo essere stato nominato magister militum per Orientem, ad Antiochia, dove porta con sé Pietro Fullo. Passando dall'Isauria, Zenone seda la rivolta del brigante Indaco Cottunes.

## Personaggi
- Anagaste, generale romano
- Ardaburio Aspare, generale romano
- Ardaburio, generale romano, figlio di Aspare
- Basilisco (imperatore), Imperatore romano d'Oriente
- Leone I, Imperatore romano d'Oriente
- Leone II, Imperatore romano d'Oriente
- Peroz I, sovrano sasanide
- Zenone (imperatore), Imperatore romano d'Oriente